# Solariella nuda
Solariella nuda är en snäckart som beskrevs av Dall 1896. Solariella nuda ingår i släktet Solariella och familjen pärlemorsnäckor. Inga underarter finns listade i Catalogue of Life.